# Société française de photographie
Société française de photographie (SFP) nebo Francouzská fotografická společnost je francouzské fotografické sdružení a jedna z nejstarších fotografických společností na světě. Založili ji na počest Nicéphora Niépceho dne 15. listopadu 1854 v Paříži Olympe Aguado, Hippolyte Bayard, Alexandre Edmond Becquerel, Eugène Durieu, Edmond Fierlants, Jean-Baptiste Louis Gros, Gustave Le Gray, Henri Victor Regnault a další. Dnes SFP funguje jako fotograficko-historický archiv a výzkumné centrum pro historii a rozvoj fotografie.

## Historie
Společnost navázala na Société héliographique z roku 1851. Kromě jiného se stará o obrazovou a písemnou pozůstalost spolku Klub 30 × 40.

## Zakládající členové
| - Olympe Aguado - Félix Avril - Hippolyte Bayard - Edmond Becquerel - Louis Désiré Blanquart-Evrard - Louis-Vincent Chevalier - Édouard Delessert - Jean Louis Marie Eugène Durieu - Edmond Fierlants - Jean Baptiste Louis Gros | - Gustave Le Gray - Paul Mailand - Humbert de Molard - Benito de Monfort - Claude Félix Abel Niépce de Saint-Victor - Fortuné Joseph Petiot-Groffier - Félix Pigeory - Henri Victor Régnault - Francis Wey |

## Seznam prezidentů
| - Henri Victor Regnault od 1854 – - Antoine Jérôme Balard od 1858 – 1868 - Eugène Péligot - Jules Janssen - Étienne-Jules Marey - Gabriel Lippmann - plukovník Aimé Laussedat - Jules Violle od 1906 – 1908 - Jules Carpentier od 1909 – 1912 - Henri Deslandres - Princ Roland Bonaparte | - Louis Lumière - Louis-Alphonse Davanne od 1876 – 1901 - Hippolyte Sébert od 1901 – 1929 - P. Helbronner - Georges Perrier - Charles Fabry - Armand de Gramont - F. Baldet - G. Poivillier - E. Belin od 1952 – 1955 - Alain Jeanne-Michaud od 1993 – 1994 - Michel Poivert od 1996 – 2010 - Paul-Louis Roubert od 2010 |

Pět zakladatelů SFP
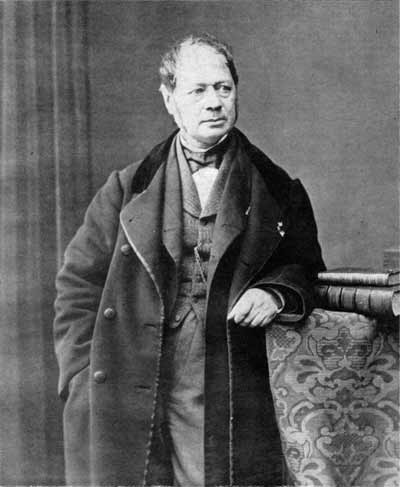
Hippolyte Bayard (1801–1887)
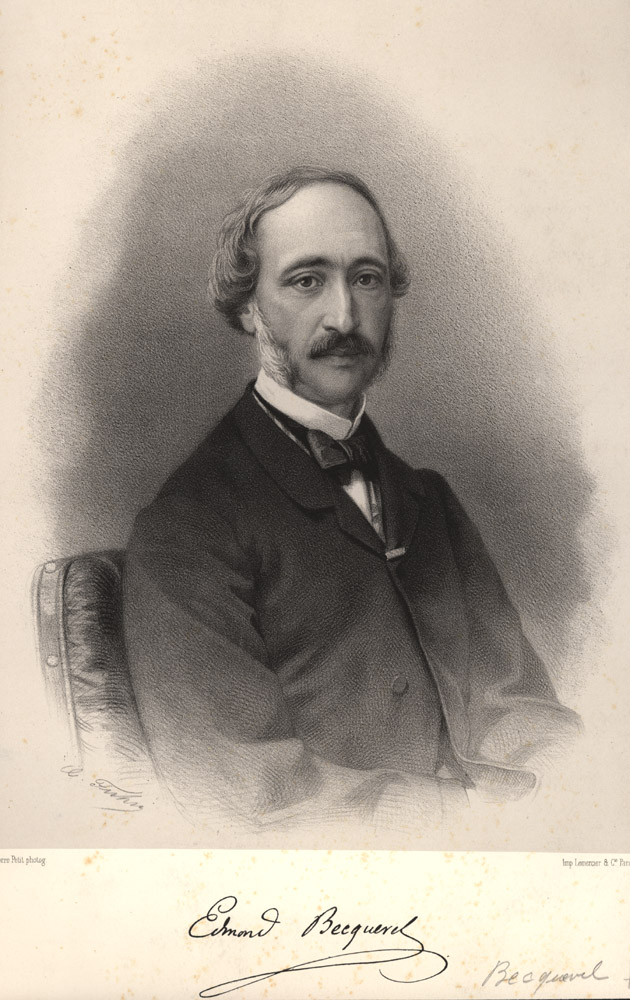
Pierre Petit: Alexandre Edmond Becquerel (1820–1891)
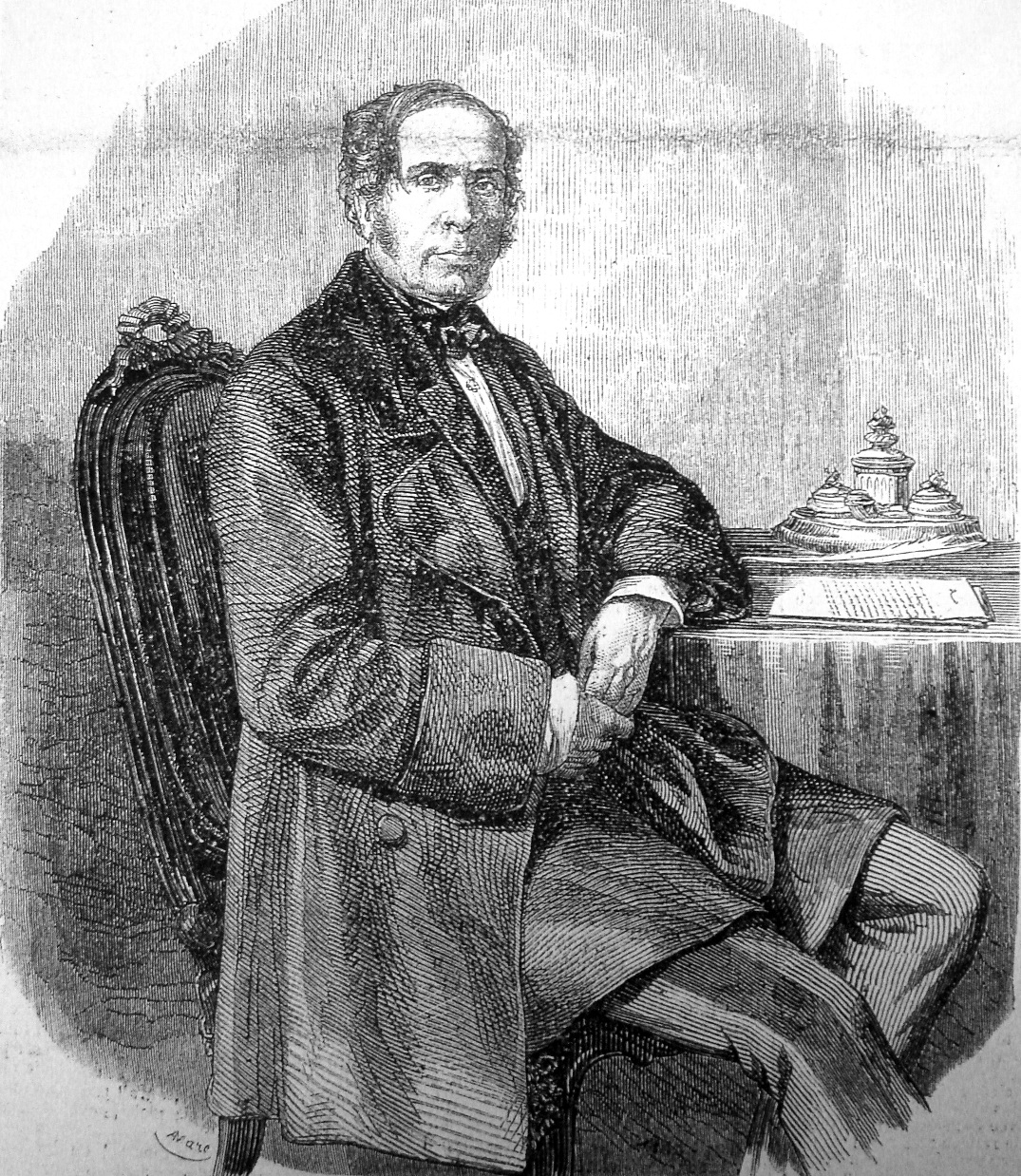
Jean-Baptiste Louis Gros (1793–1870)
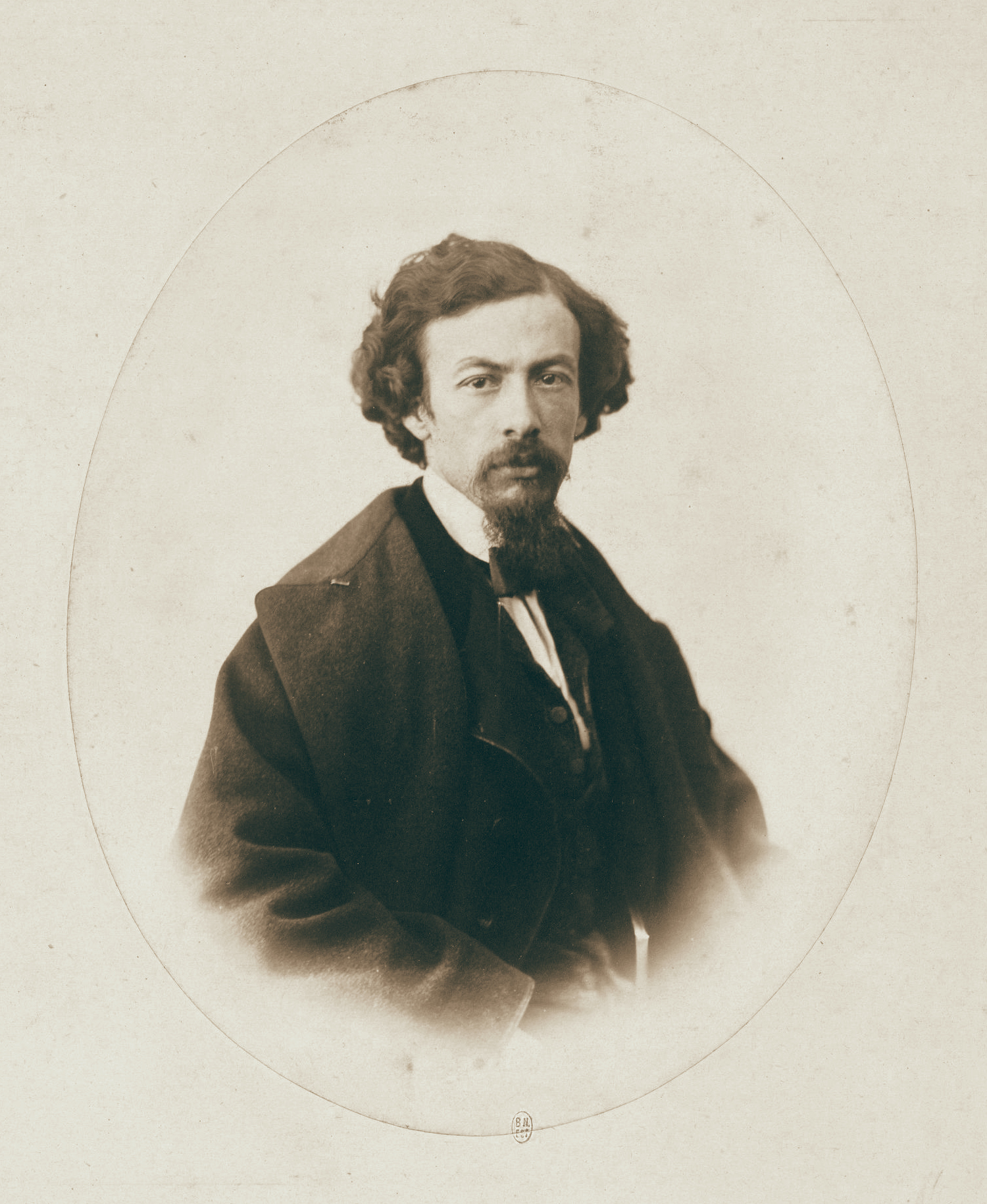
Gustave Le Gray (1820–1884)
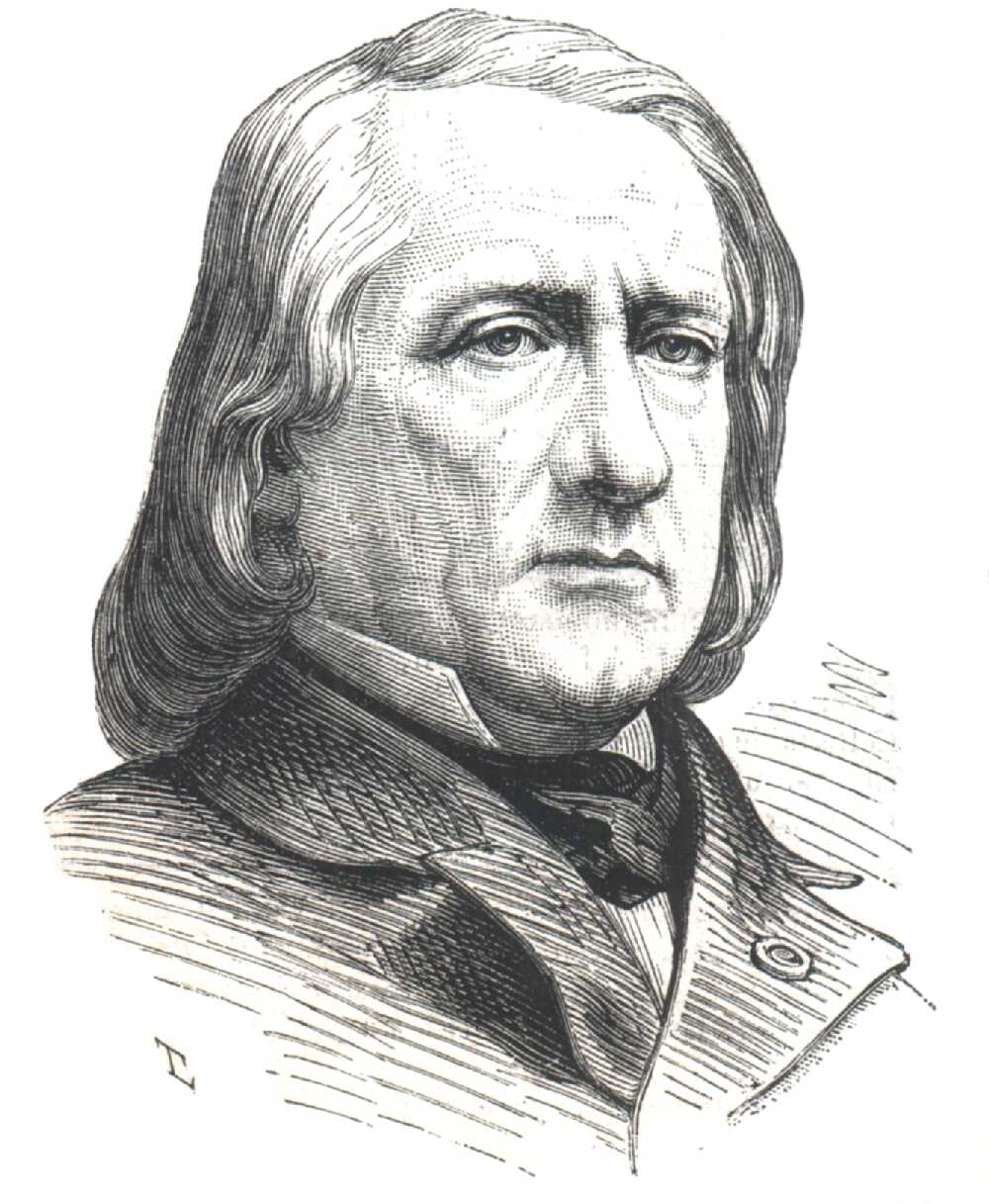
Henri Victor Regnault (1810–1878)

## Členové
V roce 1855 se stal členem spolku Auguste Belloc, roku 1858 Camille Silvy, roku 1870 Antoine Samuel Adam-Salomon. V roce 1875 se do spolku přidal Pierre Petit.
Od roku 1879 byl členem skupiny Albert Londe.
V letech 1879 až 1894 byl členem španělský fotograf Pau Audouard.
V roce 1893 se stal členem společnosti botanik a fotograf Paul Bergon (1863-1912), který zároveň prezentoval stereoskopický fotoaparát vhodný zejména pro detailní botanickou fotografii.
Antonin-Louis Neurdein se stal členem společnosti v roce 1884, Carlos Relvas v roce 1869.